# 武士 (市原市)
武士（たけし）は、千葉県市原市の三和地区にある大字。郵便番号は290-0205。

## 概要
市原市中央部の三和地区東部にある。西部は水田広がった田園地帯で、東部は針葉樹林や広葉樹林が広がる丘陵地帯である。同市内市津地区との境界付近にあたる。

## 地理
北から東は市津地区の勝間、南は大桶、南から西は磯ケ谷、西は新堀、西から北は福増と接する。

## 世帯数と人口
2022年4月1日現在の世帯数と人口は以下の通りである。
| 町丁字 | 世帯数 | 人口  |
| ------ | ------ | ----- |
| 武士   | 74世帯 | 183人 |

## 通学区域
市立小中学校及び県立高等学校の通学区域は以下の通りである。
| 町丁字 | 番地 | 小学校             | 中学校             | 高等学校 |
| ------ | ---- | ------------------ | ------------------ | -------- |
| 武士   | 全域 | 市原市立市西小学校 | 市原市立三和中学校 | 第9学区  |

## 施設
- 鹿島大明神
- 法泉寺
- 武士公民館
- 源氏山ゴルフクラブ

## 交通

### 道路
- 千葉県道292号犬成海士有木線